# Deaflympics d'été de 2021
Les Deaflympics d'été de 2021, officiellement appelés les 24e Deaflympics d'été, se déroulent du 1er au 15 mai 2022 à Caxias do Sul, au Brésil.
Initialement prévue du 5 au 21 décembre 2021, l'édition a été reprogrammée en 2022 après la Pandémie de Covid-19.

## Sports

### Sports individuels
- Athlétisme (45)
- Badminton (6)
- Bowling (6)
- Course d'orientation (10)
- Cyclisme
  -  Cyclisme sur route (10)
  -  VTT (2)
- Golf (2)
- Judo (16)
- Karate (16)
- Lutte
  -  Libre (8)
  -  Gréco-romaine (8)
- Natation (42)
- Taekwondo (11)
- Tennis (5)
- Tennis de table (7)
- Tir sportif (13)

### Sports en équipe
C'est la première fois depuis les Deaflympics 2001 qu'un tournoi de handball féminin a lieu.
- Basket-ball (2)
- Beach-volley (2)
- Football (2)
- Handball (2)
- Volley-ball (2)

## Lieux
En raison de problèmes d'infrastructure disponible et du faible nombre de participants, la compétition de bowling a dû être retirée de Caxias do Sul et a été déplacée à Kuala Lumpur en Malaisie, du 20 au 30 octobre 2022.

## Pays participants
La Russie et la Biélorussie ont été exclues des jeux à cause de l'Invasion de l'Ukraine. La Grande-Bretagne et la Chine se sont retirées de la compétition en raison de l'aggravation des conditions liées à la pandémie de COVID-19 dans le pays.
Finalement, 72 pays ont participé à ces jeux.
1. Afghanistan  (1)
2. Algérie (12)
3. Argentine (70)
4. Arménie (5)
5. Autriche (6)
6. Belgique (4)
7. Brésil (199) (Host)
8. Bulgarie (22)
9. Canada (18)
10. Cameroun (16)
11. Chili (8)
12. Chinese Taipei  (50)
13. Colombie (23)
14. Croatie (28)
15. Cuba (18)
16. Tchéquie (23)
17. Danemark (34)
18. République dominicaine (3)
19. Équateur (11)
20. Égypte (21)
21. Estonie (7)
22. France (56)[3]
23. Gabon (3)
24. Allemagne (75)
25. Ghana (75)
26. Grèce (36)
27. Hong Kong (12)
28. Hongrie (20)
29. Inde (64)
30. Iran (68)
31. Irak (25)
32. Israël (18)
33. Italie (78)
34. Japon (93)
35. Kazakhstan (58)
36. Kenya (110)
37. Corée du Sud (90)
38. Kirghizistan (15)
39. Koweït (17)
40. Lettonie (11)
41. Lituanie (42)
42. Malaisie (23)
43. Mali (20)
44. Maurice (5)
45. Mexique (44)
46. Mongolie (5)
47. Pays-Bas (21)
48. Nigeria (8)
49. Macédoine du Nord (1)
50. Norvège (6)
51. Paraguay (1)
52. Pakistan (1)
53. Philippines (3)
54. Pologne (144)
55. Portugal (12)
56. Arabie saoudite (23)
57. Sénégal (19)
58. Serbie (14)
59. Singapour (2)
60. Slovaquie (12)
61. Slovénie (4)
62. Afrique du Sud (7)
63. Espagne (7)
64. Suisse (5)
65. Thaïlande (19)
66. Turquie (130)
67. Ukraine (175)
68. Émirats arabes unis (7)
69. États-Unis (135)
70. Uruguay (3)
71. Ouzbékistan (31)
72. Venezuela (39)

## Compétition

### Tableau des médailles
- Pays organisateur (Brésil)

| Rang   | Nation                 | Or  | Argent | Bronze | Total |
| ------ | ---------------------- | --- | ------ | ------ | ----- |
| 1      | Ukraine                | 64  | 39     | 42     | 145   |
| 2      | États-Unis             | 20  | 11     | 24     | 55    |
| 3      | Corée du Sud           | 17  | 20     | 21     | 58    |
| 4      | Iran                   | 14  | 12     | 14     | 40    |
| 5      | Japon                  | 12  | 8      | 10     | 30    |
| 6      | Pologne                | 8   | 22     | 12     | 42    |
| 7      | Turquie                | 8   | 19     | 17     | 44    |
| 8      | France                 | 8   | 3      | 5      | 16    |
| 9      | Inde                   | 8   | 1      | 8      | 17    |
| 10     | Allemagne              | 5   | 8      | 6      | 19    |
| 11     | Kenya                  | 5   | 7      | 12     | 24    |
| 12     | Italie                 | 4   | 11     | 8      | 23    |
| 13     | Kazakhstan             | 4   | 7      | 18     | 29    |
| 14     | Tchéquie               | 4   | 1      | 3      | 8     |
| 15     | Taipei chinois         | 3   | 13     | 14     | 30    |
| 16     | Croatie                | 3   | 1      | 0      | 4     |
| 17     | Lituanie               | 2   | 5      | 3      | 10    |
| 18     | Malaisie               | 2   | 4      | 1      | 7     |
| 19     | Venezuela              | 2   | 3      | 12     | 17    |
| 20     | Lettonie               | 2   | 2      | 1      | 5     |
| 21     | Slovaquie              | 2   | 1      | 2      | 5     |
| 22     | Cuba                   | 2   | 1      | 0      | 3     |
| 22     | Mexique                | 2   | 1      | 0      | 3     |
| 24     | Portugal               | 2   | 0      | 2      | 4     |
| 24     | Slovénie               | 2   | 0      | 2      | 4     |
| 26     | Finlande               | 2   | 0      | 0      | 2     |
| 27     | Grèce                  | 1   | 2      | 6      | 9     |
| 28     | Colombie               | 1   | 2      | 1      | 4     |
| 29     | Algérie                | 1   | 1      | 3      | 5     |
| 30     | Singapour              | 1   | 1      | 1      | 3     |
| 31     | République dominicaine | 1   | 1      | 0      | 2     |
| 32     | Estonie                | 1   | 0      | 2      | 3     |
| 33     | Danemark               | 1   | 0      | 1      | 2     |
| 33     | Mongolie               | 1   | 0      | 1      | 2     |
| 33     | Pays-Bas               | 1   | 0      | 1      | 2     |
| 33     | Émirats arabes unis    | 1   | 0      | 1      | 2     |
| 37     | Chili                  | 1   | 0      | 0      | 1     |
| 37     | Équateur               | 1   | 0      | 0      | 1     |
| 39     | Hongrie                | 0   | 4      | 4      | 8     |
| 40     | Kirghizistan           | 0   | 2      | 4      | 6     |
| 41     | Espagne                | 0   | 2      | 1      | 3     |
| 42     | Argentine              | 0   | 1      | 2      | 3     |
| 42     | Bulgarie               | 0   | 1      | 2      | 3     |
| 44     | Autriche               | 0   | 1      | 1      | 2     |
| 45     | Canada                 | 0   | 1      | 0      | 1     |
| 46     | Brésil                 | 0   | 0      | 6      | 6     |
| 47     | Arménie                | 0   | 0      | 5      | 5     |
| 48     | Ouzbékistan            | 0   | 0      | 3      | 3     |
| 49     | Arabie saoudite        | 0   | 0      | 2      | 2     |
| 50     | Israël                 | 0   | 0      | 1      | 1     |
| 50     | Serbie                 | 0   | 0      | 1      | 1     |
| 50     | Suède                  | 0   | 0      | 1      | 1     |
| 50     | Thaïlande              | 0   | 0      | 1      | 1     |
| Total: | Total:                 | 219 | 219    | 288    | 726   |